# Clam AntiVirus
Clam AntiVirus （クラム・アンチウイルス 略称: ClamAV）とは、オープンソース (GPL) で提供されているクロスプラットフォームのCUIアンチウイルスソフトウェアである。
Clam AntiVirusの開発プロジェクトでは、メールゲートウェイで電子メールのウイルススキャンを行うことを開発目標の主眼としている。当初UNIX用として開発され、その後AIX, BSD, HP-UX, Linux, OpenVMS, macOS, OSF及びSolaris、Windowsに移植されている。
主にメールサーバにおけるサーバサイドにおけるE-mailウイルススキャンの分野で広く利用されている。
従来より常駐監視機能(オンアクセススキャン)が標準実装されていなかったため、常駐監視としてはDazuko+Clamukoを利用したりcrondのジョブとしてフルスキャンを実施する方法が一般的だった。
しかし、2013年9月19日にリリースされた Ver.0.98 からはfanotifyを用いた監視機能が実装されたため、2.6.36 以降のLinux等ではDazukoモジュールを用いなくても任意のフォルダの常駐監視が可能となった。
その他、macOS 版の ClamXav では ClamXav Sentry を常駐させる事ができ、任意のフォルダなどを監視させる事が可能である。また、Mac OS X Server 10.4 Tiger 以降には ClamAV が標準で含まれている。
その他、常駐保護機能を持つものとして「ClamAV for Windows」や「MoonSecureAV」などの派生版がある。

## 機能
ClamAVには次に示すような3種類のユーティリティが含まれる。コマンドライン版スキャンツール (clamscan)、データベース アップデートツール (freshclam)、マルチスレッドで実行可能なデーモン (clamd) である。また、sendmailのメールフィルタリング拡張コンポーネント機能を持っており、オンデマンドのスキャンを行える。さらに、ZIPやtar、gzipといった圧縮ファイルや、Microsoft Officeで作成されたファイルやPDFファイルもスキャンすることが出来る。
ウイルスデータベースは、最大1日数回アップデートされ、2011年7月20日現在では1,000,066 件のウイルスパターンを保有している。

## グラフィカルインターフェース (GUI)

### Linux
- ClamTk − gtk2-perlアプリケーション。RHELやCentOSでは ClamTk 公式サイトにて最新版のRPMパッケージが公開されている。
- ClamAV - RHEL や CentOS ではソースコードでインストールする必要がある。FedoraではLivnaリポジトリにrpmパッケージが公開されている場合がある。

### Windows
ClamWin(2021年更新停止、32bitのみ)
- 補助ツールである Clam Sentinel をインストールすることで、常駐化が可能。

EG_ClamNet_Antivirus

### macOS
- ClamXav